# Tổ chức Thể thao liên châu Mỹ
Tổ chức Thể thao liên châu Mỹ (viết tắt: PASO; tiếng Tây Ban Nha: Organización Deportiva Panamericana, tiếng Bồ Đào Nha: Organização Desportiva Pan-Americana ODEPA, tiếng Anh: Pan American Sports Organization PASO) là một tổ chức quốc tế đại diện cho 42 Ủy ban Olympic quốc gia châu Mỹ.
Tổ chức này trực thuộc Ủy ban Olympic quốc tế và đây là một hiệp hội các ủy ban Olympic quốc gia (ANOC).
PASO cũng đứng ra tổ chức Đại hội Thể thao liên châu Mỹ.

## Các thành viên
Trong bảng dưới đây bao gồm năm các quốc gia thành viên được Ủy ban Olympic quốc tế (IOC) công nhận, và năm này có thể không trùng khớp với năm thành lập Ủy ban Olympic cho riêng quốc gia.
| Quốc gia                                 | Mã IOC | Ủy ban Olympic quốc gia                               | Thành lập | Chú thích |
| ---------------------------------------- | ------ | ----------------------------------------------------- | --------- | --------- |
| Antigua và Barbuda                       | ANT    | Hiệp hội Olympic Antigua và Barbuda                   | 1966/1976 |           |
| Argentina                                | ARG    | Ủy ban Olympic Argentina                              | 1923      |           |
| Aruba                                    | ARU    | Ủy ban Olympic Aruba                                  | 1985/1986 |           |
| Bahamas                                  | BAH    | Hiệp hội Olympic Bahamas                              | 1952      |           |
| Barbados                                 | BAR    | Hiệp hội Olympic Barbados                             | 1955      |           |
| Belize                                   | BIZ    | Hiệp hội Olympic và Đại hội Thể thao Cộng đồng Belize | 1967      |           |
| Bermuda                                  | BER    | Hiệp hội Olympic Bermuda                              | 1935/1936 |           |
| Bolivia                                  | BOL    | Ủy ban Olympic Bolivia                                | 1932/1936 |           |
| Brasil                                   | BRA    | Ủy ban Olympic Brasil                                 | 1914/1935 |           |
| Quần đảo Virgin thuộc Anh                | IVB    | Ủy ban Olympic Quần đảo Virgin thuộc Anh              | 1980/1982 |           |
| Canada                                   | CAN    | Ủy ban Olympic Canada                                 | 1904/1907 |           |
| Quần đảo Cayman                          | CAY    | Ủy ban Olympic Quần đảo Cayman                        | 1973/1976 |           |
| Chile                                    | CHI    | Ủy ban Olympic Chile                                  | 1934      |           |
| Colombia                                 | COL    | Ủy ban Olympic Colombia                               | 1936/1948 |           |
| Costa Rica                               | CRC    | Ủy ban Olympic Costa Rica                             | 1953/1954 |           |
| Cuba                                     | CUB    | Ủy ban Olympic Cuba                                   | 1926/1954 |           |
| Dominica                                 | DMA    | Ủy ban Olympic Dominica                               | 1987/1993 |           |
| Cộng hòa Dominica                        | DOM    | Ủy ban Olympic Dominica                               | 1946/1962 |           |
| Ecuador                                  | ECU    | Ủy ban Olympic Ecuador                                | 1948/1959 |           |
| El Salvador                              | ESA    | Ủy ban Olympic El Salvador                            | 1949/1962 |           |
| Grenada                                  | GRN    | Ủy ban Olympic Grenada                                | 1984      |           |
| Guatemala                                | GUA    | Ủy ban Olympic Guatemala                              | 1947      |           |
| Guyana                                   | GUY    | Hiệp hội Olympic Guyana                               | 1935/1948 |           |
| Haiti                                    | HAI    | Ủy ban Olympic Haïti                                  | 1914/1924 |           |
| Honduras                                 | HON    | Ủy ban Olympic Honduras                               | 1956      |           |
| Jamaica                                  | JAM    | Hiệp hội Olympic Jamaica                              | 1936      |           |
| Mexico                                   | MEX    | Ủy ban Olympic Mexico                                 | 1923      |           |
| Antille thuộc Hà Lan (không còn tồn tại) | AHO    | Ủy ban Olympic Antille thuộc Hà Lan                   | 1931/1950 |           |
| Nicaragua                                | NCA    | Ủy ban Olympic Nicaragüa                              | 1959      |           |
| Panama                                   | PAN    | Ủy ban Olympic Panamá                                 | 1934/1947 |           |
| Paraguay                                 | PAR    | Ủy ban Olympic Paraguay                               | 1970      |           |
| Peru                                     | PER    | Ủy ban Olympic Peru                                   | 1924/1936 |           |
| Puerto Rico                              | PUR    | Ủy ban Olympic Puerto Rico                            | 1948      |           |
| Saint Kitts và Nevis                     | SKN    | Ủy ban Olympic St. Kitts và Nevis                     | 1986/1993 |           |
| Saint Lucia                              | LCA    | Ủy ban Olympic St. Lucia                              | 1987/1993 |           |
| Saint Vincent và Grenadines              | VIN    | Ủy ban Olympic quốc gia St. Vincent và Grenadines     | 1982/1987 |           |
| Suriname                                 | SUR    | Ủy ban Olympic Suriname                               | 1959      |           |
| Trinidad và Tobago                       | TRI    | Ủy ban Olympic Trinidad và Tobago                     | 1946/1948 |           |
| Hoa Kỳ                                   | USA    | Ủy ban Olympic Hoa Kỳ                                 | 1894      |           |
| Uruguay                                  | URU    | Ủy ban Olympic Uruguay                                | 1923      |           |
| Venezuela                                | VEN    | Ủy ban Olympic Venezuela                              | 1935      |           |
| Quần đảo Virgin thuộc Mỹ                 | ISV    | Ủy ban Olympic Quần đảo Virgin                        | 1967      |           |